# Loretta Lynch
Loretta Elizabeth Lynch (Greensboro, Carolina do Norte, 21 de maio de 1959) é uma advogada americana que serviu como a 83ª Procuradora-Geral dos Estados Unidos de 2015 a 2017.

## Biografia
Formada em direito pela Universidade de Harvard em 1984, ela seguiu a carreira como advogada até ser nomeada como a procuradora-geral pelo distrito leste de Nova Iorque em 2010, onde supervisionou a aplicação da lei federal nas regiões do Brooklyn, Queens, Staten Island e Long Island. Em 8 de novembro de 2014, ela foi nomeada pelo então presidente americano Barack Obama para suceder Eric Holder como Procurador-geral dos Estados Unidos. Em fevereiro de 2015, o Comitê de Justiça do Senado confirmou sua indicação. Em 23 de abril, Lynch foi confirmada após sabatina no plenário geral do Senado (56 votos a favor e 43 contra), se tornando a primeira mulher afro-americana a servir nesta posição.